# Hyloxalus leucophaeus
Espèce
Synonymes
- Colostethus leucophaeus Duellman, 2004

Statut de conservation UICN

 DD  : Données insuffisantes
Hyloxalus leucophaeus est une espèce d'amphibiens de la famille des Dendrobatidae.

## Répartition
Cette espèce est endémique de la province de Chachapoyas dans la région d'Amazonas au Pérou,. Elle se rencontre à Molinapampa vers 2 400 m d'altitude dans la cordillère Centrale.

## Description
Les mâles mesurent de 24,7 à 25,2 mm et les femelles de 23,7 à 26,1 mm.

## Publication originale
- Duellman, 2004 : Frogs of the genus Colostethus (Anura, Dendrobatidae) in the Andes of northern Peru. Scientific Papers of the Natural History Museum, University of Kansas, no 35, p. 1-49 (texte intégral).